# Salix etosia
Salix etosia är en videväxtart som beskrevs av Camillo Karl Schneider. Salix etosia ingår i släktet viden, och familjen videväxter. Inga underarter finns listade i Catalogue of Life.